# Meester Kok (Ratum)
Meester Kok (ook wel Koksmeester, Meesterkok, De Kok of Koks) is een monumentale vakwerkboerderij in de Gelderse buurtschap Ratum, gemeente Winterswijk, die sinds 1988 een rijksmonument is. Ook de op het erf aanwezige houten schuur, het weefhuisje en de waterput zijn rijksmonumenten.
De boerderij Meesterkok is een van de oudste in de omgeving. In aantekeningen uit 1748 wordt vermeld dat hier in 1647 een Koekes woonde. Later is er sprake van Koks of Koockes. Mogelijk is het huis gebouwd in de 17e eeuw als lös hoes en Saksische boerderij. Het was oorspronkelijk geheel opgetrokken in vakwerkbouw gevuld met leem en de traditionele geveltop van hout. In die tijd werd het huis mogelijk ook al uitgebreid. In de 18e eeuw werd een scheidingswand tussen het woon- en werkdeel gebouwd. In de 19e eeuw werd het leem door baksteen vervangen, behalve op zolder waar nog altijd het originele leemwerk aanwezig is.
Op het erf staan verder nog een wevershuisje in vakwerk, een grote houten schoppe, waterput met haal, en de Moezenspieker een spieker (voorraadschuur) die in 1974 werd toegevoegd op de plaats waar oorspronkelijk een originele spieker stond. Er hebben in deze boerderij een aantal generaties van het geslacht Kok of Koks gewoond, die ook schoolmeesters waren, hetgeen de naam van het huis verklaart.
In 1990 werd de boerderij geselecteerd voor de Top 100 van de Rijksdienst voor de Monumentenzorg.
Sinds 2001 is een deel van het scholtengoed, waaronder boerderij Meesterkok met twee hectare erf, bij Geldersch Landschap & Kasteelen in beheer. Het oude scholtengoed Boeijink bestaat verder uit een natuurrijk cultuurlandschap met landbouwgronden, bossen en een kronkelende Ratumse Beek.

## Foto's

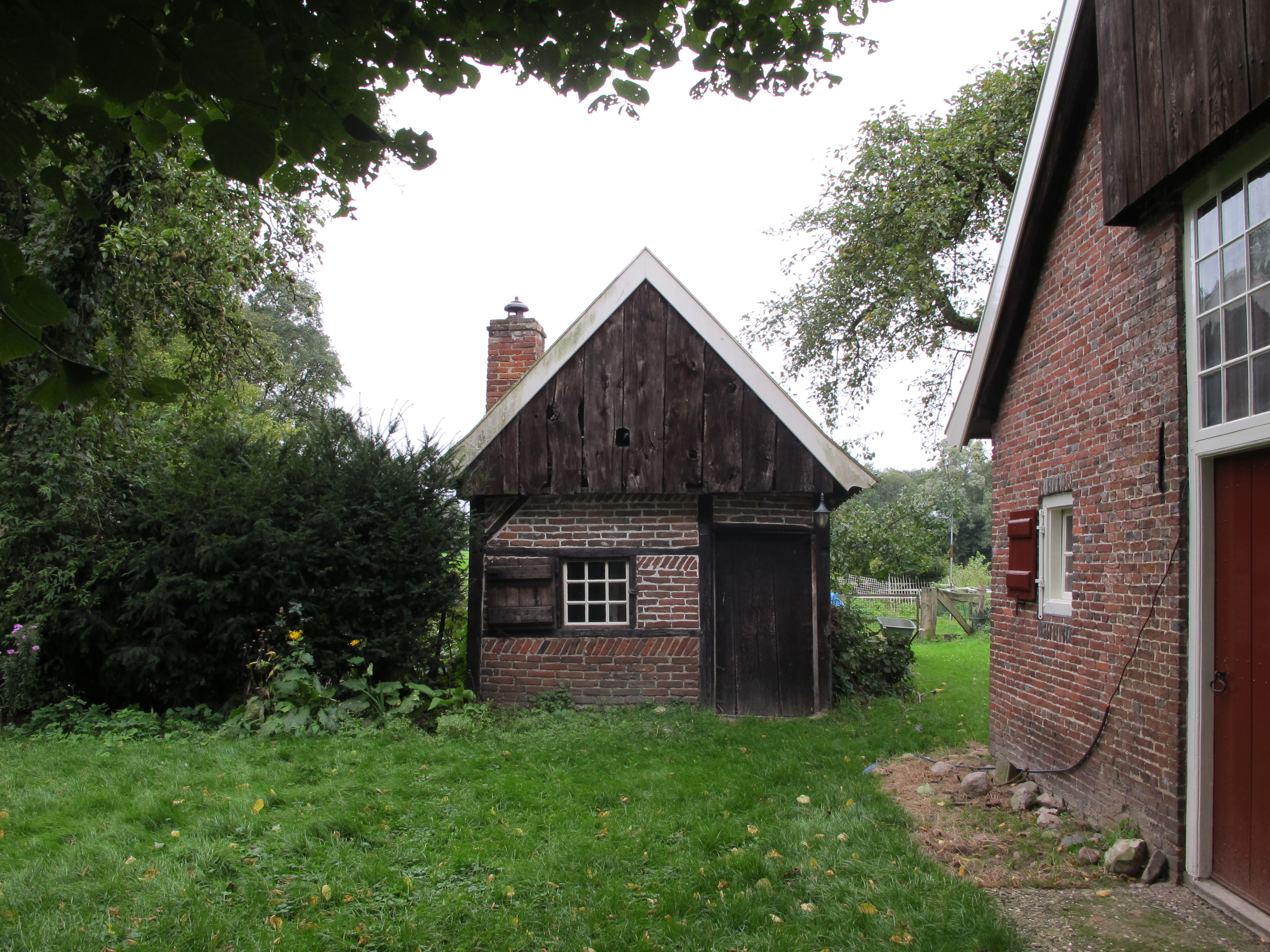
Weefhuisje van vakwerk met zadeldak
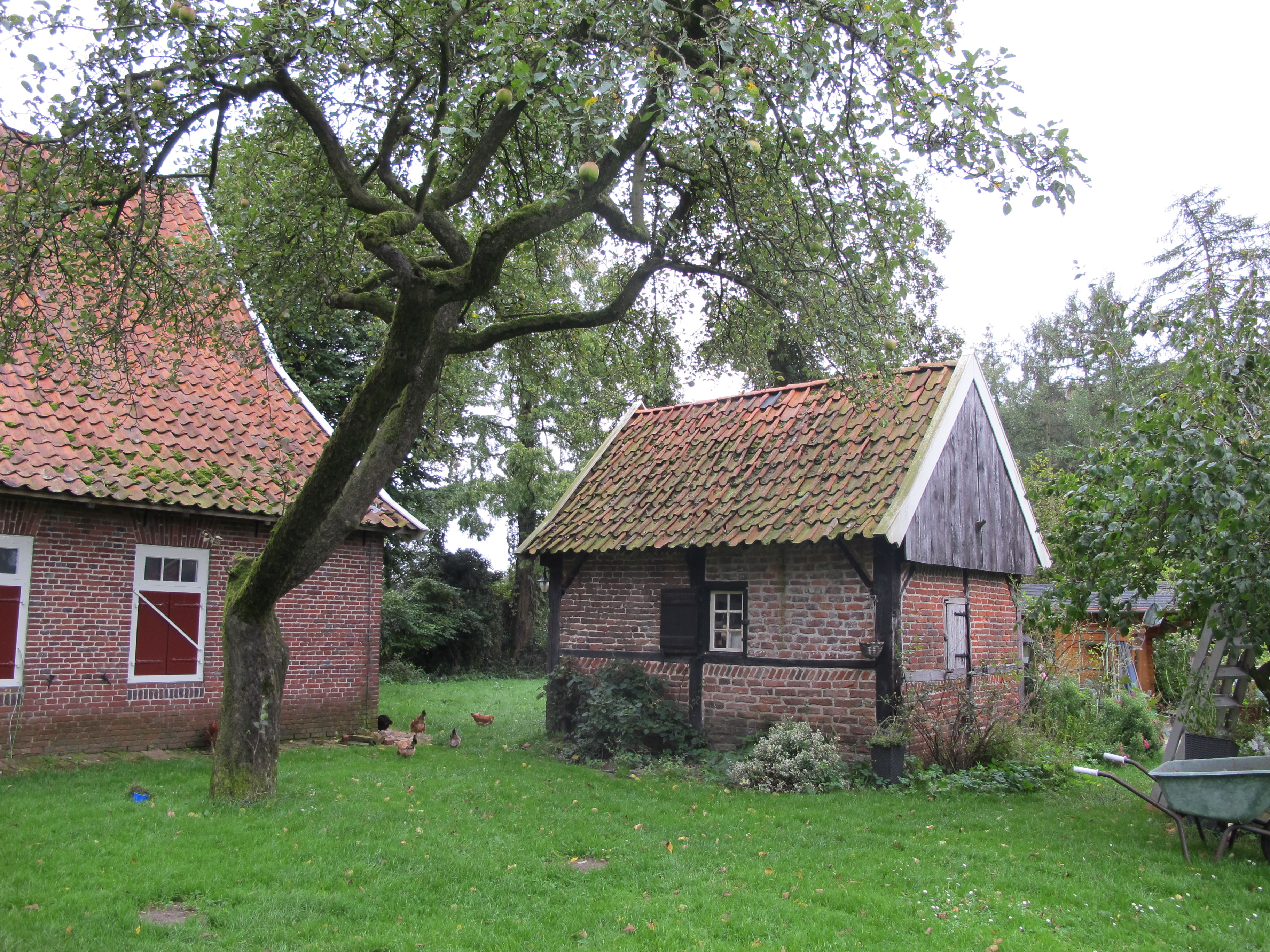
Zijaanzicht weefhuisje met rode Hollandse pannen
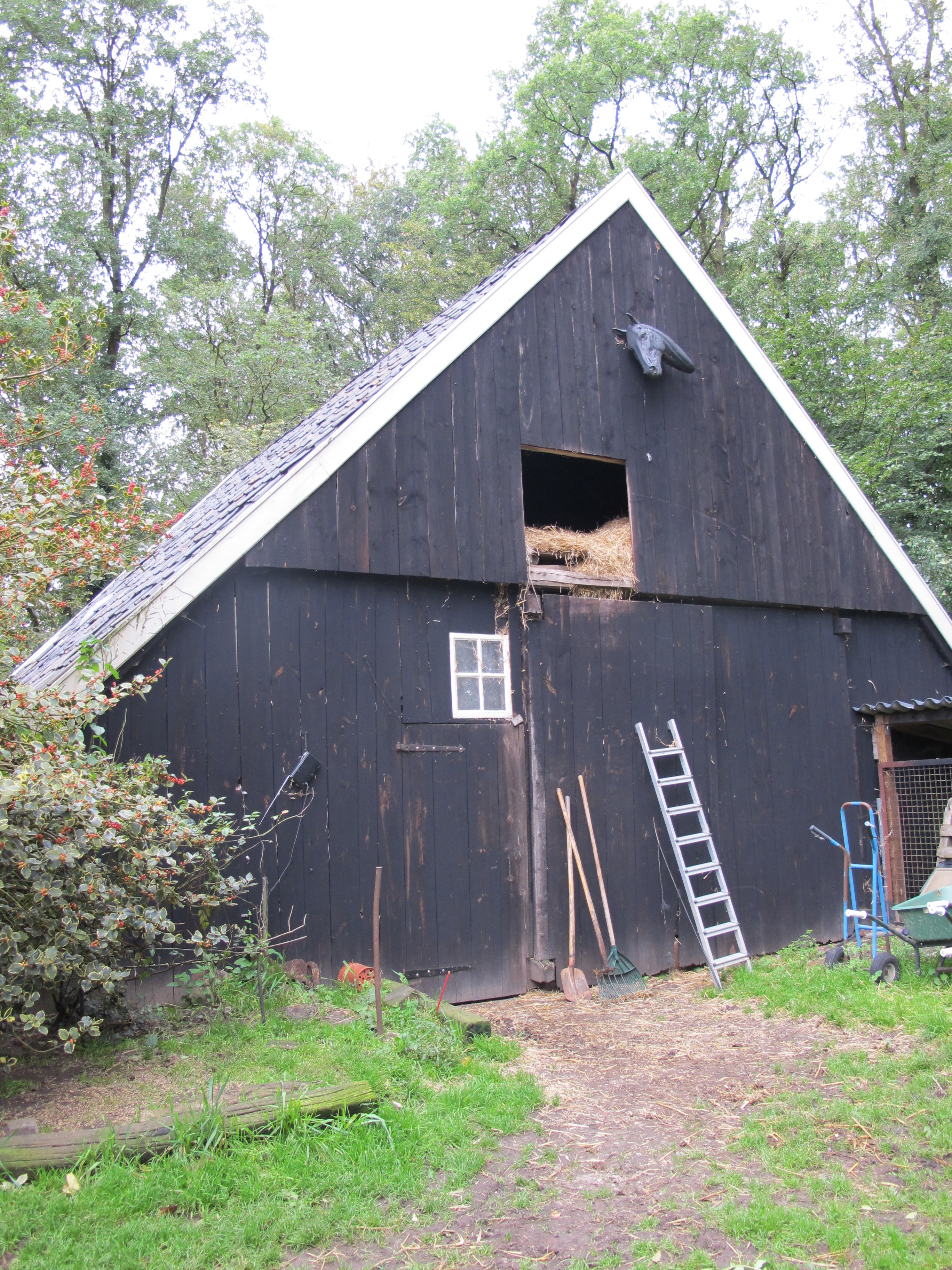
Oostgevel schuur gedekt met blauwe hollandse pannen
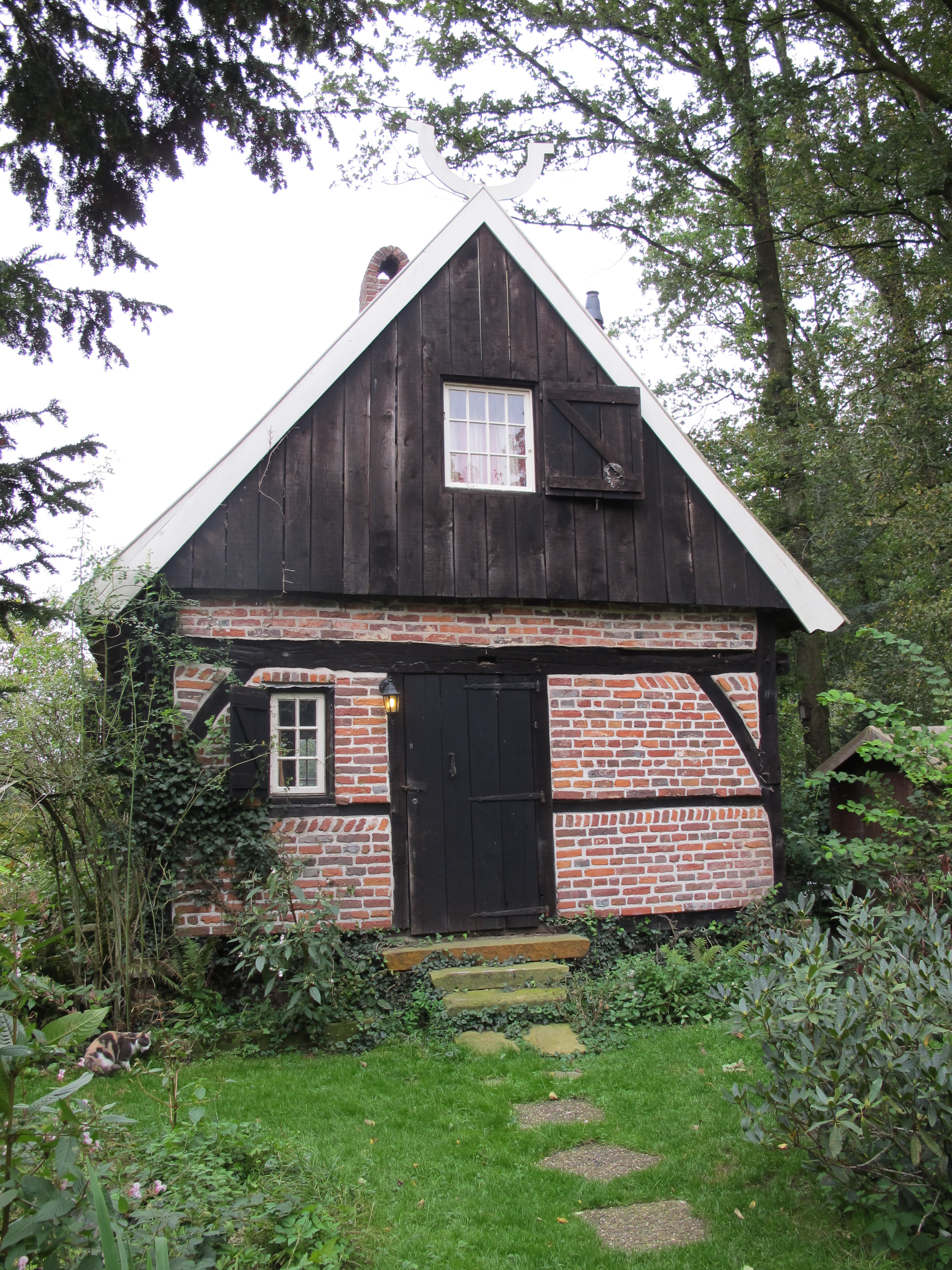
Spieker op stenen pijlers, afkomstig uit Duitsland, in 1974 op het erf geplaatst